# Etmopterus schmidti
Etmopterus schmidti és una espècie de peix de la família dels dalàtids i de l'ordre dels esqualiforms.